# Pierre Arnould
Pierre Arnould (* 31. August 1959 in Virton) ist ein ehemaliger belgischer Distanzreiter. Er ist FEI-Funktionär und seit 2001 belgischer Nationaltrainer der Distanzreiter. 2013 machte er, zusammen mit der britischen Journalistin Pippa Cuckson, den Skandal um den arabischen Distanzreitsport publik.
Als aktiver Sportler nahm er unter anderem mit Belle an den Weltreiterspielen 1994 und mit Krizia des Iviers an den Weltmeisterschaften 1998 und den Europameisterschaften 1999 teil.